# Ambon-Riffbarsch
Der Ambon-Riffbarsch (Pycnochromis amboinensis) ist ein kleiner Korallenfisch, der im Indopazifik von der australischen Weihnachtsinsel und dem nordwestaustralischen Schelf über Indonesien bis Samoa, Tonga und den Marshallinseln vorkommt.

## Merkmale
Der Ambon-Riffbarsch erreicht eine Standardlänge von 6 cm, eine Gesamtlänge von maximal 10 cm und ist relativ hochrückig. Die Standardlänge ist nur 1,5 bis 1,7 mal größer als die Körperhöhe. Die Fische sind bräunlich gefärbt. Auch die Rückenflosse ist bräunlich. Die Brustflossen sind transparent. Die Bauchflossen und die inneren Bereiche der Schwanzflosse sind weißlich. Die Außenränder der gegabelten und an den Spitzen lang ausgezogenen Schwanzflosse sind schwarz, ebenso die Außenrand des weichstrahligen Abschnitts der Rückenflosse und der Außenrand der Afterflosse.
- Flossenformel: Dorsale XII/12–13, Anale II/12–13, Pectorale 16–17.
- Schuppenformel: SL 13–14.
- Kiemenreusenstrahlen: 26–29.[1]

## Lebensweise
Der Ambon-Riffbarsch kommt vor allem an korallenreichen Außenriffen und weniger in Lagunen vor. Er ist tagaktiv und lebt dort in Schwärmen in Tiefen von 5 bis 70 Metern, wobei die größte Individuendichte unterhalb einer Tiefe von 24 Metern anzutreffen ist. Bei Gefahr verstecken sich Jungfische zwischen den Ästen von Steinkorallen, adulte Fische auch in Felsspalten und Höhlen. Wie bei allen Riffbarschen werden die Eier beim Laichen an ein festes Substrat geklebt und nach dem Ablaichen bis zum Schlupf der Larven vom Männchen bewacht und gesäubert.

## Systematik
Der Ambon-Riffbarsch wurde 1871 durch den niederländischen Ichthyologen Pieter Bleeker unter der Bezeichnung Heliases amboinensis erstmals beschrieben. Terra typica ist das küstennahe Meer an der indonesischen Insel Ambon. Die Gattung Heliases wurde später mit Chromis synonymisiert. Nach phylogenetischen Studien ist Chromis allerdings nicht monophyletisch, sondern besteht aus vier Kladen, von denen eine die Schwestergruppe der Gattung  Dascyllus ist. Nach dem Ambon-Riffbarsch, der zuerst beschrieben Art dieser Klade, wurde diese Klade als Chromis amboinensis-Artenschwarm bezeichnet. Neben dem Ambon-Riffbarsch gehören zu ihr 22 andere, meist relativ hochrückige und schlicht bräunlich oder schwarz-weiß gefärbte Arten. In einer Mitte 2021 veröffentlichten Revision der Riffbarsche erhielt diese Artengruppe die Gattungsbezeichnung Pycnochromis.

## Belege
1. 1 2 3  Gerald R. Allen: Riffbarsche der Welt. Mergus Verlag, Melle 1991, ISBN 3-88244-007-4, S. 61.
2. 1 2  Ambon-Riffbarsch auf Fishbase.org (englisch)
3. ↑  Pieter Bleeker (1871): Description d'une espèce inédite de Heliases d'Amboine. Nederlandsch Tijdschrift voor de Dierkunde v. 4: 111–112.
4. ↑  B. Quenouille, E. Bermingham & S. Planes: Molecular systematics of the damselfishes (Teleostei: Pomacentridae): Bayesian phylogenetic analyses of mitochondrial and nuclear DNA sequences, Molecular Phylogenetics and Evolution 31 (2004) 66–88, doi: 10.1016/S1055-7903(03)00278-1
5. ↑  Gerald R. Allen u. Mark V. Erdmann: Chromis pacifica, a new Pacific Ocean damselfish distinct from Indian Ocean Chromis agilis (Teleostei: Pomacentridae). Journal of the Ocean Science Foundation, 2020, 35, 102–117, doi: 10.5281/zenodo.3988552
6. ↑  Kevin L. Tang, Melanie L. J. Stiassny, Richard L. Mayden, Robert DeSalle: Systematics of Damselfishes. Ichthyology & Herpetology, 109(1):258-318 (2021). doi: 10.1643/i2020105. S. 278 u. 279.